# Пейнт (Пенсільванія)
Пейнт (англ. Paint) — місто (англ. borough) в США, в окрузі Сомерсет штату Пенсільванія. Населення — 906 осіб (2020).

## Географія
Пейнт розташований за координатами 40°14′32″ пн. ш. 78°51′0″ зх. д. / 40.24222° пн. ш. 78.85000° зх. д. (40.242089, -78.850048).  За даними Бюро перепису населення США в 2010 році місто мало площу 0,91 км², уся площа — суходіл.

## Демографія
Згідно з переписом 2010 року, у селищі мешкали 1023 особи в 433 домогосподарствах у складі 240 родин. Густота населення становила 1128 осіб/км².  Було 466 помешкань (514/км²).
Расовий склад населення:
| - 99,4 % — білих - 0,1 % — азіатів |

До двох чи більше рас належало 0,5 %. Частка іспаномовних становила 0,0 % від усіх жителів.
За віковим діапазоном населення розподілялося таким чином: 16,1 % — особи молодші 18 років, 42,6 % — особи у віці 18—64 років, 41,3 % — особи у віці 65 років та старші. Медіана віку мешканця становила 56,2 року. На 100 осіб жіночої статі у селищі припадало 71,9 чоловіків;  на 100 жінок у віці від 18 років та старших — 66,6 чоловіків також старших 18 років.
Середній дохід на одне домашнє господарство  становив 47 838 доларів США (медіана — 36 667), а середній дохід на одну сім'ю — 64 719 доларів (медіана — 59 531). Медіана доходів становила 46 375 доларів для чоловіків та 31 324 долари для жінок. За межею бідності перебувало 6,6 % осіб, у тому числі 7,8 % дітей у віці до 18 років та 9,8 % осіб у віці 65 років та старших.
Цивільне працевлаштоване населення становило 285 осіб. Основні галузі зайнятості: освіта, охорона здоров'я та соціальна допомога — 20,4 %, роздрібна торгівля — 18,6 %, виробництво — 15,4 %.